# 霍華德·斯托姆
霍華德·斯托姆（Howard Storm，1947年—）是一位美國牧師，以前為北肯塔基州大學藝術系主任，無神論者。他在2000年出版的著作《墜入死亡》（My Descent Into Death）講述他的瀕死經歷如何改變了他的人生。
1985年6月，他帶領學生到法國參觀藝術博物館。旅程結尾的一天早上，他和妻子在酒店裡，忽然感到腹部劇痛，便送進巴黎一家醫院。當時沒有外科醫生照料他，他的病情一直惡化，但醫護員沒有察覺他的病況有多嚴重。直到後來才診斷出患上腹膜炎。
他描述當時感到將要死了，和妻子道別後，昏了過去。他一生都不相信神，不屑談論鬼神靈魂，不過那時候他竟然感到自己離開了身體。他聽到有聲音呼喚他的名字，就跟著去，發現被領進黑暗中，叫他的活物懷有惡意。一大群的活物聚集起來，粗暴地襲擊他。不同於其他人在瀕死經歷中，看見亮光，感到平靜安祥，他的反而非常負面而可怕。他的書記錄了他如何被這些活物撕碎，但他仍有意識，感到劇烈痛楚。
他說忽然心內有聲音叫他「向神禱告」，他起初拒絕，心忖自己不懂禱告，但試著背誦一些有關宗教的零碎語句。雖然僅僅是背誦，卻把這些活物驅開，然後他被大光救出。他相信這大光就是耶穌，並有其他發亮的活物迎接他。他經歷了生命的回顧，看到他的自私傷害了他人，自覺愧疚，但大光一直無條件的愛他一生。
他的書描述這次經歷如何徹底改變了他一生。他從此非常虔誠，辭去大學教職，進神學院修讀，後來成了錫安基督聯合教會（Zion United Church Of Christ）牧師。他曾數次在電視上談論他的瀕死經歷。